# Barbut verd de galtes olivàcies
El barbut verd de galtes olivàcies (Psilopogon faiostrictus) és una espècie d'ocell de la família dels megalèmids (Megalaimidae) que habita els boscos de les terres baixes fins als 1000 m, a l'extrem sud-est de la Xina.